# Serra del Flare (Biar)
La serra del Flare és una alineació muntanyosa del municipi de Biar, a tocar amb el terme de Villena, ambdós a la comarca de l'Alt Vinalopó (País Valencià).
Amb direcció de nord-est a sud-oest, la serra del Flare té continuïtat pel nord amb la serra del Reconco a través del coll de Biar per on transcorre la carretera que uneix Biar i Castalla. Per sud-oest segueix en la serra de la Peñarrubia amb el coll del mateix nom i que a la vegada fa de frontera amb Villena i Saix.
L'altura principal és la Penya Tallada amb 1.044 metres d'alçada, també l'Alt Redó (1.018 m.) o el Cabeço de Valero (784 m.). Els vessants són suaus cap a l'est i el sud i molt bruscs cap al nord. Per tant, se sol accedir a la serra des de la rodalia del nucli de Biar.